# Stenobia pradieri
Stenobia pradieri là một loài bọ cánh cứng trong họ Cerambycidae.